# Hermanas de la Caridad de Nuestra Señora de las Mercedes
La Congregación de Hermanas de la Caridad de Nuestra Señora de las Mercedes (oficialmente en latín: Congregatio Sororum a Caritate B.M.V. de Mercede) es un congregación religiosa católica femenina, de vida apostólica y de derecho pontificio, fundada en 1878 por el religioso español Juan Nepomuceno Zegrí y Moreno. A las religiosas de este instituto se las conoce también como mercedarias de la caridad y posponen a sus nombres las siglas M.C.

## Historia

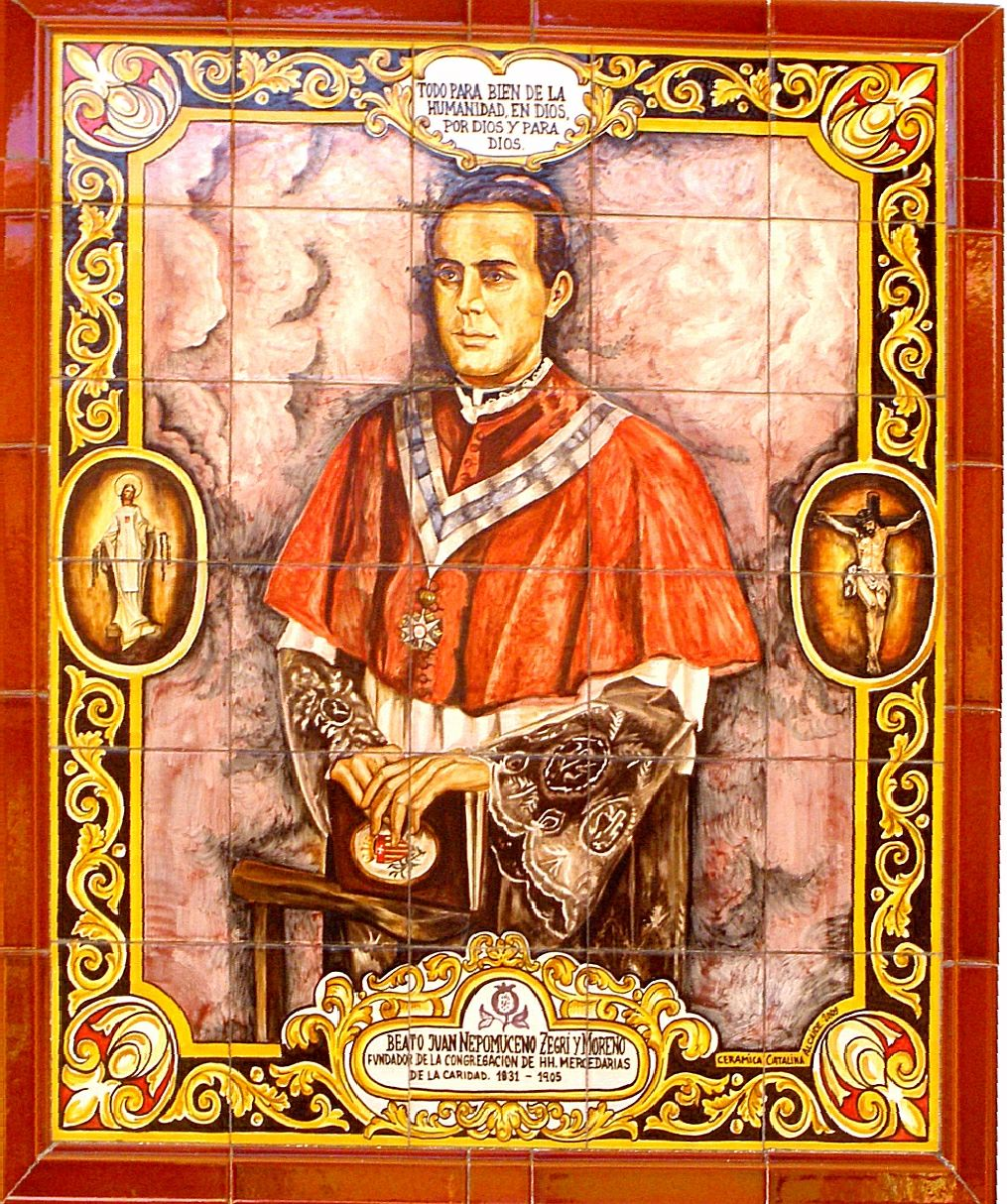
Beato Juan Nepomuceno Zegrí, fundador de las Hermanas de la Caridad de Nuestra Señora de las Mercedes. Azulejo en la Abadía de Sacromonte de Granada

La congregación fue fundada en Málaga (España), el 6 de marzo de 1878, por el sacerdote Juan Nepomuceno Zegrí, con el fin de ejercitar las obras de la caridad cristiana, especialmente en favor de los pobres y necesitados.
El instituto recibió la aprobación como congregación religiosa de derecho diocesano en 1878, de parte de Esteban Pérez Fernández, obispo de Málaga. El 9 de junio del mismo año fue agregada a la Orden de la Merced. El papa León XIII elevó el instituto a congregación religiosa de derecho pontificio, mediante decretum laudis del 25 de septiembre de 1900.

## Organización
La Congregación de Hermanas de la Caridad de Nuestra Señora de las Mercedes es un instituto religioso de derecho pontificio y centralizado, cuyo gobierno es ejercido por una superiora general, hace parte de la Familia mercedaria y su sede central se encuentra en Roma (Italia).
Las hermanas de la caridad viven según la Regla de San Agustín, adaptadas a sus propias constituciones y se dedican a la pastoral social entre pobres, abandonados, niños, ancianos, encarcelados, entre otras obras de caridad. En 2017, el instituto contaba con 873 religiosas y 122 comunidades, presentes en Angola, Argentina, Brasil, Chile, Colombia, Corea del Sur, España, Filipinas, Haití, India, Italia, Mozambique, Panamá, Paraguay, Perú, Puerto Rico y República Dominicana.